# Praefectus urbi
Praefectus urbi of stadscommandant was een zeer oude bestuurlijke functie in het Oude Rome.

## Geschiedenis
Oorspronkelijk verving de praefectus urbi de koning, en later de consuls, als zij afwezig waren uit de stad. De instelling van de praetor urbanus (ten laatste in 367 v.Chr.) maakte de functie echter overbodig. Slechts in de praefectus urbi feriarum Latinarum bleef de functie bewaard, tot Julius Caesar in verband met zijn noodzakelijke aanwezigheid in Hispania de verantwoordelijkheid voor de hoofdstad in 46 v.Chr. opnieuw aan een praefectus urbi toevertrouwde.
Onder Augustus werd de praefectus urbi - naar een suggestie van Gaius Cilnius Maecenas - opnieuw een permanente functie, die nog in aanzien won, en tot in de 6e eeuw bleef voortbestaan.
Onder Constantius II kreeg de oostelijke hoofdstad Constantinopel eveneens een praefectus urbi

## Functiebeschrijving (in de keizertijd)
De praefectus urbi werd gekozen onder de senatoren van consulaire rang (= consularis of "gewezen consul"). Hij kreeg het bevel over zes cohortes urbanae en waakte daarmee over de rust en orde in de stad. Behalve het politiewezen vielen ook civiele en strafrechtelijke zaken onder zijn bevoegdheid.
Zijn jurisdictie strekte zich in de 3e eeuw uit tot 100 mijl buiten Rome en hij was vanaf die tijd ook voorzitter van de quaestiones.